# Кетрін Бут

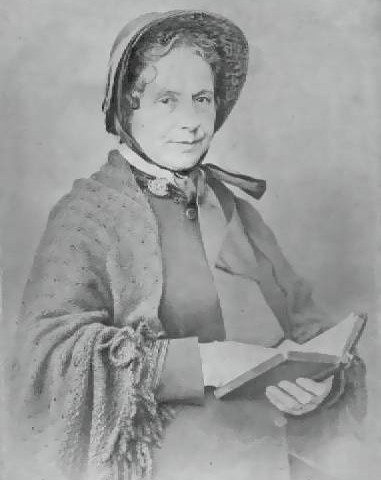
Кетрін Бут

Кетрін Бут (англ. Catherine Booth; уроджена Мамфорд, 17 січня 1829 — 4 жовтня 1890) — співзасновниця Армії порятунку разом зі своїм чоловіком Вільямом Бутом. Через свій вплив на формування Армії порятунку її називають «матір'ю Армії порятунку».

## Життєпис
Вона народилася під ім'ям Кетрін Мамфорд в Ешборні, графство Дербішир, Англія, у 1829 році в сім'ї батьків-методистів, Джона Мамфорда та Сари Мілвард. Її батько час від часу був мирянським проповідником і майстром карет. Пізніше її сім'я переїхала до Бостона, Лінкольншир, а пізніше жила в Брікстоні, Лондон. З ранніх років Кетрін була серйозною і чуйною дівчинкою. Вона мала глибоке християнське виховання і, як кажуть, до 12 років прочитала Біблію вісім разів.
У підлітковому віці Кетрін викривлення хребта призвела до років вимушеного неробства. Однак вона була зайнята, особливо її хвилювали проблеми алкоголізму. Ще будучи молодою дівчиною, вона служила секретаркою Товариства тверезості неповнолітніх, пишучи статті для журналу про тверезість. Кетрін була членом місцевого гурту Надії та прихильницею національного Товариства тверезості.
Коли у 1850 році Кетрін відмовилася засудити методистських реформаторів, весліанські методисти вигнали її. Для реформаторів вона вела клас недільної школи для дівчат у Клапхемі. У будинку Едварда Реббітса в 1851 році вона зустріла Вільяма Бута, якого також вигнали Весліани за симпатії до реформ. Вільям декламував вірш про поміркованість «Сон продавця грогів», який сподобався Кетрін, яка прийняла нову методистську пристрасть до тверезості.
Незабаром вони покохали один одного і заручилися. Під час їхніх трирічних заручин Кетрін постійно писала листи підбадьорення Вільяму, коли він виконував виснажливу роботу проповідника. Вони одружилися 16 червня 1855 року в конгрегаційній церкві Стоквелл-Грін у Лондоні. Їхнє весілля було дуже простим, оскільки вони хотіли використати свій час і гроші для його служіння. Навіть під час медового місяця Вільяма просили виступити на зборах.
Бути мали восьмеро дітей: Бремвелл Бут, Боллінгтон Бут, Кейт Бут, Емма Бут, Герберт Бут, Марі Бут, Еванджелін Бут і Люсі Бут, і вони прагнули дати їм міцні християнські знання. Двоє їхніх нащадків, Бремвелл і Еванджеліна, пізніше стали генералuом та генералкою Армії порятунку.

## Міністерство

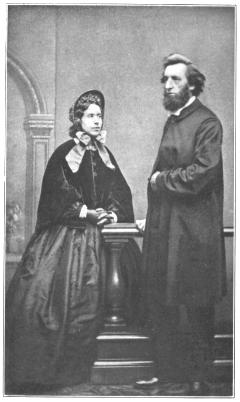
Кетрін і Вільям Бут

Кетрін почала більш активно брати участь у роботі церкви в Бріґгаузі. Хоча вона дуже нервувала, їй подобалося працювати з молоддю, і вона знаходила в собі сміливість виступати на дитячих зібраннях. У цей період вона знайшла для себе модель, американську весліанську відродженку Фібі Палмер. За підтримки Вільяма Кетрін написала брошуру «Жіноче служіння: право жінки проповідувати Євангеліє» (1859) на захист проповіді американської проповідниці місіс Фібі Палмер, чия проповідь викликала великий резонанс у районі, де жили Бути. «Жіноче служіння» було коротким, потужним вибаченням за права жінок проповідувати Євангеліє. У памфлеті визначено три основні принципи, на яких ґрунтувалися її переконання. По-перше, Кетрін бачила, що жінки не є ні природно, ні морально гіршими за чоловіків. По-друге, вона вірила, що немає жодної біблійної причини відмовляти їм у публічному служінні. По-третє, вона стверджувала, що те, до чого закликає Біблія, Святий Дух призначив і благословив, і тому має бути виправдане. Вона поскаржилася, що «невиправдане застосування» поради Павла «„Нехай ваші жінки мовчать у Церквах“ (1 Коринтянам 14:34) призвело до більшої втрати для Церкви, зла для світу та ганьби для Бога, ніж будь-які [її] помилки».
У той час було нечувано, щоб жінки виступали на зборах для дорослих. Вона була переконана, що жінки мають рівне право на слово. У січні 1860 року, після народження четвертої дитини в Гейтсхеді, під час проповіді Вільяма вона попросила «сказати слово». Вона засвідчила свою боязкість щодо того, щоб отримати своє покликання, але Вільям оголосив, що вона виступатиме того вечора. Це був початок неймовірного служіння, оскільки її проповідування викликало у людей великі труднощі.
Вона стала партнеркою у роботі свого чоловіка і незабаром знайшла власну сферу як могутня проповідниця. Вона також розмовляла з людьми в їхніх домівках, особливо з алкоголіками, яким допомогла почати життя заново. Часто вона проводила котеджні зустрічі для навернених. Згодом вона почала проводити власні кампанії. Багато хто погоджується, що жоден чоловік її епохи, включно з її чоловіком, не перевершив її за популярністю чи духовними результатами. Її перша написана стаття, памфлет «Жіноче вчення», була опублікована в грудні 1859 року.
Кетрін Бут була красномовною і переконливою в словах, чіткою і нищівно логічною в письмі, вона більше двадцяти років відстоювала право жінок проповідувати Євангеліє на тих же умовах, що і чоловіки. Спочатку Кетрін та її чоловік несли служіння мандрівних євангелістів, але згодом вона стала дуже затребуваною як самостійна проповідниця, особливо серед заможних верств населення. Жінка-проповідниця була рідкісним явищем у світі, де жінки мали мало громадянських прав і не мали місця в професіях. Кетрін Бут була і жінкою, і прекрасною проповідницею — магнітне поєднання, яке приваблювало до неї велику кількість слухачів і слухачок. Її упіх зробв заявку про можливість та важливість жіночого служіння.
Серед інших заходів Кетрін лобіювала королеву Вікторію виробити законодавство для захисту жінок у формі «Парламентського законопроекту про захист дівчат».

## Християнська місія
У 1865 році в лондонському Іст-Енді Бути розпочали роботу Християнської місії. Вільям проповідував бідним і обірваним, а Кетрін говорила з багатими, здобуваючи підтримку для їхнього фінансово складного служіння. У текстильній промисловості працювало стільки ж жінок, скільки й чоловіків, і вона дала значну кількість жінок-офіцерів. Крім того, домашня прислуга стікалася до армії, і багато з них стали офіцерами. Вільям і Кетрін, їхній син Брамвелл і невістка Флоренс були вегетаріанцями. Бремвелл написав список причин, чому він дотримувався такої дієти.
У «Призначенні офіцерів 1883 року» перераховано 127 одружених чоловіків. Це число важливе, оскільки очікувалося, що дружини допомагатимуть керувати корпусом. Оскільки дружин не примушували відвідувати офіцерські курси у Вишкільному будинку, вони не отримували комісій і, відповідно, не з'являлися у списку. Генерал Бут проводив активну політику заохочення офіцерів до одруження. У «Призначенні офіцерів за 1883 рік» перераховано тридцять шість пар, які зробили це: жінки відмовилися від власних офіцерських прав, щоб стати офіцерами разом зі своїми чоловіками. Втрата жінками-офіцерами своїх офіцерських прав при вступі в шлюб суперечло постійним заявам про рівність. Очевидно, що армійське керівництво не було настільки радикальним, щоб втратити концепцію подружньої вищості чоловіка. Ця соціальна політика поширювалася і на оплату праці: чоловік, як голова сім'ї, отримував платню за подружжя. Ідея про те, що самотні жінки-офіцери можуть жити на меншу суму, ніж їхні колеги-чоловіки, була скасована перед Другою світовою війною. До того часу офіцери-чоловіки отримували на третину більше, ніж їхні колеги-жінки.
Кетрін Бут організувала магазини «Їжа для мільйона», де бідні могли купити дешеву їжу, а на Різдво нужденним були роздані сотні обідів.
Коли в 1878 році назву було змінено на Армію порятунку, а Вільяма Бута стали називати генералом, Кетрін стала відомою як «Мати Армії порятунку». Вона стояла за багатьма змінами в новій організації, розробляючи прапор і шапки для жінок, і внесла свій внесок у ідеї армії щодо багатьох важливих питань і питань віри.
Бути орендували невелику віллу Кросслі Гаус у Клактоні-он-Сі, з якої відкривався чудовий вид на море, який вона дуже любила.
Кетрін Бут померла від раку грудей у віці 61 року в Кросслі Гаус . Вона похована разом із чоловіком на кладовищі Ебні-Парк у Лондоні.
Згодом Кросслі Гаус був переданий людям з обмеженими можливостями навчання та забезпечував багато літніх канікул, поки у 2005 році його не продали забудовникам.

## Праці
- Практична релігія (1878)
- Благочестивість (1881)
- Агресивне християнство (1883)
- Життя і смерть (1883)
- Шосе нашого Бога (1886)
- Народне християнство (1887)
- Життя Кетрін Бут: Мати Армії порятунку (1892)
- Жіноче вчення[18]

## Спадщина

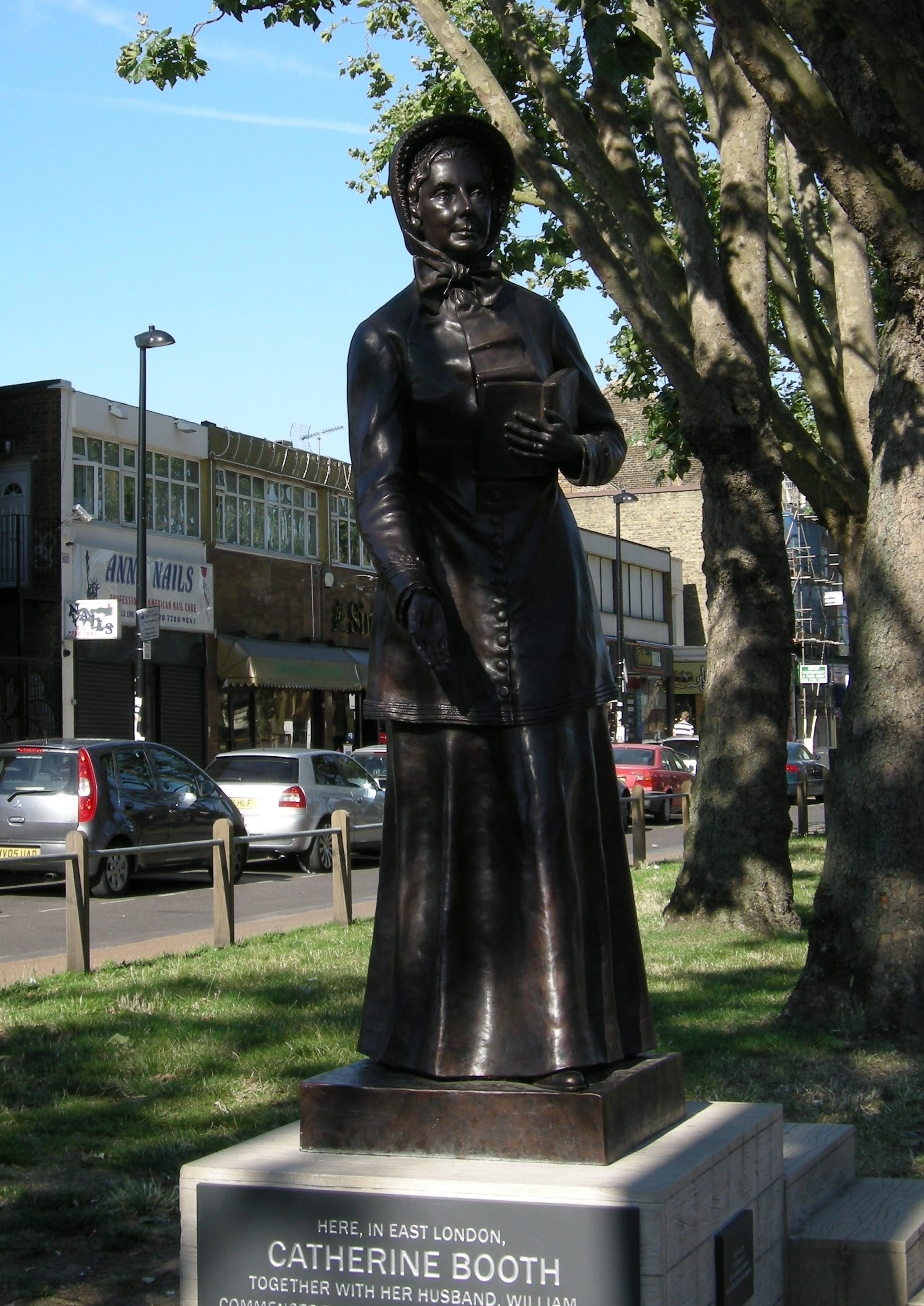
Статуя Кетрін Бут на Майл-Енд-роуд у Лондоні, неподалік від місця першої зустрічі Армії порятунку. Статуя була подарована жінками Армії порятунку в США в 2015 році до 150-річчя армії.

- Лікарня Кетрін Бут (CBH) — лікарня та школа медсестер, якими керує Армія порятунку в Нагеркойлі, Каньякумарі, Таміл Наду, Індія.
- Кетрін Бут Гаус — конфіденційний притулок для жертв домашнього насильства в районі Сіетла/Кінг-Каунті. Під керівництвом Армії порятунку КБГ обслуговує жінок, які постраждали, та їхніх дітей з 1976 року.
- Центр розвитку дитини імені Кетрін Бут — дошкільний навчальний заклад у Цинциннаті, штат Огайо.
- Статуї кожного з сім'ї Бутів роботи Джорджа Едварда Вейда були встановлені на Чемпіон-Гілл, поруч із навчальним коледжем Армії порятунку в Лондоні в 1929 році[19][20]
- Копії статуй роботи Вейда стоять на Майл-Енд-роуд у Лондоні, неподалік від місця першої зустрічі Армії порятунку. Картина Вільяма була представлена в 1979 році; і Кетрін у 2015 році.
- Кетрін Бут Гаус — це житловий центр і центр підтримки для незахищених сімей і матерів у Портсмуті, Англія.[21]
- Лікарня Кетрін Бут у секторі Нотр-Дам де Ґрейс у Монреалі була реабілітаційним центром з 1973 року; з 1925 р., після переїзду на сучасне місце, був пологовим будинком, а до того — рятувальним будинком для жінок (заснований у 1890 р.).[22]
- Пам'ять Кетрін (разом з Вільямом) в Англіканської Церкві відзначається 20 серпня.[23]

## Подальше читання
- Booth-Tucker, Frederick The Short Life of Catherine Booth, the Mother of The Salvation Army (1892, 1910) Also published as The life of Catherine Booth: the Mother of The Salvation Army.
- Booth-Tucker, Frederick Gems from the life of Catherine Booth, the Mother of The Salvation Army: being extracts from the original (1893)
- Carpenter, Minnie Lindsay Rowell Women of the flag (1945)
- Settled Views: The Shorter Writings of Catherine Booth, ed. Andrew M. Eason and Roger J. Green (Lanham, Maryland: Lexington Books, 2017).